# Mainteneur
Pour un article plus général, voir Maintenancien.
Traditionnellement, un mainteneur est une personne qui a la charge de maintenir en vie une institution, une commémoration, une tradition, etc., à l’instar des « mainteneurs des Jeux floraux » à Toulouse, ou de tel personnage historique « mainteneur de la Nation », ou encore de tel ancien maquisard « mainteneur de la mémoire de la Résistance ».

## Étymologie
À l'origine, le terme n'est pas synonyme d'« agent de maintenance », cependant l'anglicisme sémantique « mainteneur » (calqué sur le terme en anglais : maintainer) est utilisé dans plusieurs jargons non officiels pour signifier :
- une personne chargée de la maintenance ou une société chargée de la maintenance (en aviation par exemple) ;
- le responsable de la mise à jour (d’un site Web, d’un logiciel)[1].

## En agriculture
Le mainteneur est une personne ou une institution chargée de conserver les semences d'une variété d'une espèce de plante identiques à elles-mêmes au cours des multiplications successives nécessaires à la conservation de cette variété ou à la production de semences en quantité importantes pour un usage agricole ou horticole par sélection conservatrice

## En informatique
Dans l'industrie du logiciel, il faut distinguer deux cas :
- celui de l'éditeur de logiciels ; il réalise le plus souvent la maintenance des logiciels qu'il édite ;
- celui de l'entreprise utilisatrice d'informatique (dont l'informatique n'est pas le cœur de métier) ; elle a besoin de logiciels développés pour ses propres besoins, soit parce qu'il n'existe pas de logiciels couvrant ses besoins, soit pour pouvoir faire communiquer entre eux les logiciels du système d'information. À cause du manque de compétences internes en développement dans l'entreprise utilisatrice, la maintenance des logiciels internes est souvent confiée à un tiers : une société de services en ingénierie informatique, on parle souvent alors de tierce maintenance applicative (TMA).

### Mainteneur de logiciel libre
Un cas particulier de maintenance du logiciel est le logiciel libre.
Dans le logiciel libre, un mainteneur est le contributeur principal d'un logiciel. C'est celui qui est chargé de faire évoluer le logiciel, de corriger les bogues, d'accepter les correctifs proposés par d'autres contributeurs. Il a aussi pour mission de faire évoluer le socle technique du logiciel et de suivre l'évolution des bibliothèques logicielles sur lesquelles s'appuie le logiciel.